# Wiktor Petrowitsch Nikonow
Wiktor Petrowitsch Nikonow (russisch Виктор Петрович Никонов; * 28. Februar 1929 in Belogorka, Rajon Scholochowski, Oblast Rostow; † 17. September 1993 in Moskau) war ein sowjetischer Politiker der Kommunistischen Partei der Sowjetunion (KPdSU), der unter anderem zwischen 1985 und 1989 Sekretär des Zentralkomitees der KPdSU sowie von 1987 bis 1989 Mitglied des Politbüros der KPdSU war.

## Leben
Wiktor Petrowitsch Nikonow absolvierte ein Studium am Asow-Schwarzmeer-Landwirtschaftsinstitut und wurde nach dessen Abschluss 1950 Chef-Agronom einer Maschinen-Traktoren-Station (MTS). Er wurde 1954 Mitglied der Kommunistischen Partei der Sowjetunion (KPdSU) und erhielt 1957 das Ehrenzeichen der Sowjetunion. Er begann 1958 mit seiner Tätigkeit als hauptamtlicher Parteifunktionär. Er war zunächst stellvertretender Leiter und danach Leiter einer Abteilung des Parteikomitees der Region Krasnojarsk, ehe er Ausbilder der Abteilung Parteiorgane des ZK der KP der Russischen Sozialistischen Föderativen Sowjetrepublik (RSFSR) wurde. Im Anschluss war er zwischen 1961 und 1967 Zweiter Sekretär des Parteikomitees der Tatarischen Autonomen Sozialistischen Sowjetrepublik. 1962 wurde er erstmals Deputierter des Obersten Sowjet der UdSSR, dem er von der sechsten bis zum Ende der elften Legislaturperiode 1989 angehörte. 1966 wurde er mit dem Orden des Roten Banners der Arbeit ausgezeichnet. Daraufhin war er als Nachfolger von Pjotr Wassiljewitsch Urajew vom 4. August 1967 bis zu seiner Ablösung durch Iwan Stepanowitsch Gusew am 5. September 1979 Erster Sekretär des Parteikomitees der Autonomen Sozialistischen Sowjetrepublik der Mari. Auf dem XXIV. Parteitag der KPdSU (30. März bis 9. April 1971) wurde er Kandidat des Zentralkomitees (ZK) der KPdSU sowie auf dem darauf folgenden XXV. Parteitag der KPdSU (24. Februar bis 5. März 1976) Mitglied des ZK der KPdSU. 1971 wurde ihm erstmals der Leninorden verliehen, den er 1975 erneut bekam.
Nikonow fungierte zwischen 1979 und 1983 als stellvertretender Landwirtschaftsminister der UdSSR sowie zugleich als Vorsitzender des All-Union-Vereins „Sojus Selchoskhimiya“. 1979 erhielt er den Orden der Oktoberrevolution. Im Anschluss wurde er als Nachfolger von Leonid Jakowlewitsch Florentjew am 28. Januar 1983 Landwirtschaftsminister der RSFSR und bekleidete diesen Posten bis zum 26. April 1985, woraufhin Wladilen Walentinowitsch Nikitin seine Nachfolge antrat. Am 23. April 1985 wurde er Nachfolger von Michail Sergejewitsch Gorbatschow als Sekretär des Zentralkomitees der KPdSU für Landwirtschaft und bekleidete diese Funktion bis zu seiner Ablösung durch Jegor Semjonowitsch Strojew am 20. September 1989. Am 26. Juni 1987 wurde er darüber hinaus Mitglied des Politbüros der KPdSU und gehörte diesem obersten Führungsgremium der Partei ebenfalls bis zum 20. September 1989 an. Er war ferner von 1989 bis 1991 Mitglied des Kongresses der Volksdeputierten der Sowjetunion.

## Ehrungen und Auszeichnungen
Auswahl der Auszeichnungen:
- Leninorden (2×)
- Orden der Oktoberrevolution
- Orden des Roten Banners der Arbeit
- Ehrenzeichen der Sowjetunion